# Villaraboud
Villaraboud (Velârabou  en patois fribourgeois) est une localité et une ancienne commune suisse du canton de Fribourg, située dans le district de la Glâne.

## Histoire
La première mention du village de Villaraboud remonte à 1262 lorsque le seigneur d'Écublens, le vend à Pierre II de Savoie ; la maison de Savoie le confiera ensuite à plusieurs maisons vassales avant qu'il ne soit inclus dans le bailliage de Romont jusqu'en 1798, puis établi comme commune et attaché au district de Romont jusqu'en 1848 où elle rejoint le district de la Glâne à sa création.
En 2004, la commune a été intégrée dans celle, voisine de Siviriez.

## Monuments
Le village compte une église, dédiée à saint Laurent, qui date de 1868 ainsi qu'une chapelle de Notre-Dame du Bois, datant de 1804 et utilisé comme lieu de pèlerinage. Le village est aussi composé d'une école et d'une salle polyvalente. 